# Accord de libre-échange entre le Cambodge et la Chine
L'accord de libre-échange entre le Cambodge et la Chine est un accord de libre-échange entre le Cambodge et la Chine signé 12 octobre 2020 à Phnom Penh, en présence du premier ministre cambodgien Hun Sen et du ministre chinois des affaires étrangères Wang Yi. L'accord a été négocié rapidement, sur une période allant de janvier à juillet 2020. L'accord fait notamment suite à la suspension d'un accord commercial entre l'Union européenne et le Cambodge à la suite de violations des droits de l'homme.
L'accord inclut une réduction des droits de douane de 95 % sur 340 types de produits, dont des produits agricoles, mais le riz, le caoutchouc et le sucre ne sont cependant pas inclus dans l'accord. Plus précisément, l'accord réduit ou supprime 97,53 % des droits de douane de la Chine vis-à-vis des exportations cambodgiennes et 90 % des droits de douane du Cambodge sur les exportations chinoises. L'accord inclut également des dispositions sur les investissements, le transport, l'agriculture et le tourisme.